# شیبه‌غوبی
شهرستان شیبه‌غوبی (به زبان مغولی: Шивээговь сум، [Šiveegov' sum]؛ ᠰᠢᠪᠡᠭᠡ ᠭᠣᠪᠢ ᠰᠤᠮᠤ، [šibege ɣobi sumu]) یک شهرستان (سُوم) در مغولستان است که در استان غوبی‌سومبر واقع شده‌است. شیبه‌غوبی ۸۵۷٫۵۵ کیلومتر مربع مساحت دارد.

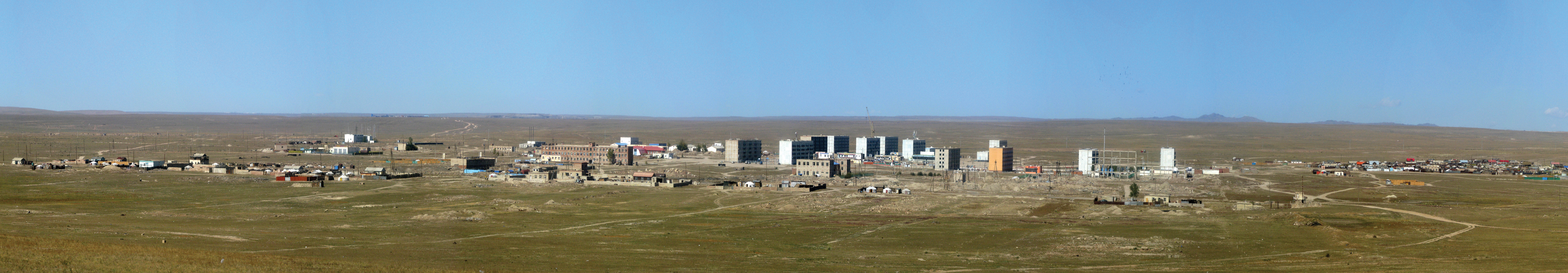
نمایی از منطقهٔ شهری مرکزیِ شهرستان شیبه‌غوبی، سال ۲۰۱۳ میلادی

## تقسیمات اداری
شهرستان شیبه‌غوبی متشکل از ۲ قصبه (باغ) می‌باشد، که این‌ها نام‌گذاری نشده‌اند. این قصبه‌ها موسوم به «قصبهٔ ۱ام» و «قصبهٔ ۲ام» می‌باشند. 